# Кейп Бретон
Кейп Бретон (на английски: Cape Breton Island; на френски: Île du Cap-Breton – по-рано Île Royale, на шотландски келтски: Ceap Breatainn или Eilean Cheap Bhreatainn, на микмак: Únamakika) е най-големият остров в канадската провинция Нова Скотия (18,7% от площта на провинцията). Площта му е 10 311 км2 (3981 кв. мили), която му отрежда 18-о място сред островите на Канада и 77-о в света. Население 147 454 жители (2001) и 135 974 (2011). Името на острова е вероятно аналог на френската провинция и полуостров Бретан.

## География

### Географско положение
Островът е разположен на атлантическото крайбрежие на Канада, североизточно от полуостров Нова Скотия, от който го отделя тесния проток Кансо (минимална ширина 700 м). През 1955 г. през протока е изградена 1385-метрова дамба (дига), а в източната част 100-метров мост, по които са прокарани шосе и жп линия. На 52 км на запад през протока Нортъмбърланд се намира остров Принц Едуарда на 104 км на североизток зад протока Кабот се намира остров Нюфаундленд. На северозапад са водите на залива Сейнт Лорънс, а на изток и югоизток – Атлантическия океан.
Като цяло остров Кейп Бретон има почти овална форма с дължина от север на юг 161 км, а максималната му ширина от запад на изток е 140 км. Крайните точки на острова са:
на север 47°02′30″ с. ш. 60°35′42″ з. д. / 47.041667° с. ш. 60.595° з. д.
на юг 45°32′53″ с. ш. 61°17′17″ з. д. / 45.548056° с. ш. 61.288056° з. д.
на изток 45°57′04″ с. ш. 59°47′14″ з. д. / 45.951111° с. ш. 59.787222° з. д.
на запад 46°02′28″ с. ш. 61°33′11″ з. д. / 46.041111° с. ш. 61.553056° з. д.

### Брегова линия
Бреговата линия на острова е с дължина 1775 км. Западното крайбрежие е сравнително слабо разчленено, докато по източното и южно крайбрежие има множество заливи и полуострови. От североизток дълбоко в острова се вдава залива Сейнт Ан, който чрез два тесни протока (канали) Литъл Бра д`Ор на запад и Сейн Андрюс Чанъл преминава в езерото-проток Бра Д'Ор (едно от най-големите соленоводни езера в света). На юг езерото се свързва с водите на Атлантическия океан чрез протока (канал) Сейнт Питър Инлет, като по този начин езерото на практика разделя целия остров на два отделни острова, свързани помежду си чрез три моста.
Освен големия залив Сейнт Ан по североизточното крайбрежие в сушата се вклиняват заливите Аспи на север и Мира на изток. На южното крайбрежие има два големи залива Габарус на изток и Сейнт Питър на запад.

### Релеф и геоложки строеж
Целият остров с изключение на най-северната част има равнинен и нискохълмист релеф, със средна височина около 50 м. В най-северната част на острова, в националния парк Кейп Бретон Хайлендс се намира най-високата точка връх Уайт Хил (532 м), който е и най-висока точка на цялата провинция Нова Скотия. Като цяло на острова се редуват скалисти брегове (особено западните), обработваеми земи, ледникови долини, ниски планини (главно в най-северната част, покрити с гъсти гори) и хълмисто плата.
Геоложкият строеж и възрастта на скалите изграждащи остров Кейп Бретон са идентични с геоложкия строеж на Шотландия и Норвегия, което предполага връзката на острова преди милиони години с тези раойни и отделил се от тях в резултат на континентален дрейф.

### Климат и води
Климатът на острова е умерен, влажен, океански. Най-студения месец февруари е със средна температура от -6,5 °C, а температурата на най-топлия юли е 17,5 °C. Средната годишна температура е 5,5 °C.
Поради влажния океански климат водното богатство на острова е голямо. Освен голямото солено езеро-проток Бра Д'Ор, западно от него има още едно голямо, но сладководно езеро Ейнсли с размери 20 на 5 км и още множество по-малки езера. Има две по-големи реки Маргари (вливаща се на западното крайбрежие) и Мира (вливаща се в залива Мира, на източното крайбрежие) и множество малки реки и потоци вливащи се в езерото Бра Д'Ор, залива Сейнт Лорънс и Атлантическия океан.

### Защитени територии
В най-северна, планинска част на острова през 1936 г. е създаден националния парк Кейп Бретон Хайлендс с площ от 949 км2. Освен него на Кейп Бретон има още три провинциални парка: Мира Ривър (в устието на река Мира), Батъри (на южното крайбрежие) и Уикокомак (на западния бряг на езерото Бра Д'Ор).

## История

### Колониален период
Коренното население на острова преди идването на европейците са били индианците микмаки. Първият европеец, посетил острова, е Джон Кабот на 24 или 25 юни 1497, като се предполага, че е акостирал на брега на залива Аспи, в близост до днешното селище Дингуол (46°54′ с. ш. 60°28′ з. д. / 46.9° с. ш. 60.466667° з. д.). През 1521 – 1522 г. на острова се създава португалска рибарска колония, основана от Жуау Фагундиш, и в която до към 1570 г. живеят около 200 заселници. Предполага се, че колонията е основана на брега на залива Ингониш (46°38′ с. ш. 60°24′ з. д. / 46.633333° с. ш. 60.4° з. д.), малко пó на юг от залива Аспи.
По време на англо-френската война от 1627 – 1629 г. в най-източната част на острова (днес селището Белайн, 45°57′ с. ш. 59°49′ з. д. / 45.95° с. ш. 59.816667° з. д.) през 1629 г. се създава официално първото английско селище, което дава основание в договора от Сен Жармен ан Ле (1632 г.) целият остров да бъде отстъпен на Англия. Франция обаче не се примирява с тези условия и веднага създава две френски селища на острова: Порт Дофин (1629 г., сега Инглиштаун, 46°17′ с. ш. 60°33′ з. д. / 46.283333° с. ш. 60.55° з. д.) на северното крайбрежие и Сен Пиер (1630 г., сега Сейнт Питър, 45°39′ с. ш. 60°53′ з. д. / 45.65° с. ш. 60.883333° з. д.) на южното крайбрежие.
След договорът от Утрехт от 1713 г., който предоставя във владение на Англия целия остров Нюфаундленд, множество френски заселници от там се преселват на остров Кейп Бретон, като се създават нови френски селища по бреговете на залива Сейнт Ан. На източното крайбрежие, на 45°54′ с. ш. 59°57′ з. д. / 45.9° с. ш. 59.95° з. д., в района на днешния град Луисбърг е построен голям френски форт за защита на френските владения, а в близост до него (през 1734 г.) и първият морски фар на територията на днешна Канада. Въпреки че фортът два пъти е завляван от английски войски, през 1745 г. и 1758 г., той и целият остров остават формално френско владение до 1763 г., когато е подписан мирния договор в Париж, сложил края на Седемгодишната война.
След като островът става британско владение там започват да пристигат първите британски (главно ирландски) преселници, които много бързо се смесват с местните френски общности и формират интересна култура, музика и традиции. От 1763 до 1784 г. островът административно е част от бретанската колония Нова Скотия.
През 1784 Великобритания разделя колонията Нова Скотия на три отделни колонии: Ню Брунсуик, остров Кейп Бретон и полуостров Нова Скотия, в допълнение към съседните колонии остров Принц Едуард и Нюфаундленд. Първи губернатор на острова от 1784 до 1787 г. е Джоузеф Фредерик (1721 – 1824), който е заменен от Уилям Маккормик (1787, 1742 – 1815), а от 1799 до 1807 военен комендант на острова е Джон Деспард (1745 – 1829).
След като през 1784 г. е отменена забраната за предоставяне на земя на заселниците, започва бурното развитие на земеделието и животновъдстовто на острова. Започва развитието на минната промишленост, включваща предимно добива на висококачествени въглища, а през 1790 г. е поставено и началото на корабостроенето на острова.
През 1820 г. остров Кейп Бретон отново е обединен с колонията Нова Скотия, в резултат на което започва икономически подем в колонията. Започва бурно развитие на корабостроенето в най-големия град на острова Сидни, риболова, минната промишленост, земеделието и животновъдството. През първата половина на XIX в., в резултата на либералните закони приети в колонията пристигат нови британски заселници, главно шотландци (около 50 хил. души).

### В пределите на Канада
През 1867 г. се образува Канадската конфедерация и бившата вече колония Нова Скотия, заедно с остров Кейп Бретон, става една от провинциите на Канада. Влизането в новата конфедерация още повече благоприятства развитието на индустриализацията на острова. В началото на XX в. островът е в челните редици в Канада по въвеждането на нови технологии в областта на телекомуникациите. В този период на острова работят двама известни физици – Александър Бел (1847 – 1922) и Гулиелмо Маркони (1874 – 1937), откриватели съответно на телефона и радиото.
През първата половина на XX в. продължава интензивното развитие на корабостроенето, риболова и рибоконсервната промишленост, вече модернизиран добив на въглища, стоителството на жп линии и шосета и свързването на острова с шосейната и жп мрежата на Канада чрез стоителството на мост (1955 г.) с п-ов Нова Скотия.
В началото на 1950-те години започва развиването на нов отрасъл в стопанството на острова – туризма, който е един от водещите отрасли на острова.

## Стопанство
В продължение на близо два века основа на икономиката на острова е въгледобивната промишленост. На острова има два основни района за добив на въглища: в югоизточната част на острова, който залеж в края на XIX и началото на XX в. е най-големият в Канада и в района на град Инвърнес на западното крайбрежие. През последните години този отрасъл постепенно замира, поради изчерпването на залежите и закриването на рудниците.
Друг традиционен отрасъл на икономиката е корабостроенето, в което също в продължение на повече от две столетия са заети значителна част от работоспособното население на острова. На острова има две големи корабостроителници в Сидни и Глейс Бей (преди това център на въгледобива). Дълги години важен икономически отрасъл е риболова и свързаната с него рибоконсервната промишленост, които сега временно са в упадък поради въведине забрани от канадското правителство за улов на много видове риба и морски животни.
Горското стопанство, модерното земеделие и животновъдство на острова също допринасят за икономическото благосъстояние на местните жители. Както бе споменато по-горе от началото на 1950-те години започва бързото развитие на туризма, основаващ се на природните забележителности на острова и богатото културно и историческо наследство. На Кейп Бретон са създанени множество туристически маршрути в националния парк Кейп Бретон Хайлендс, в останалите три провинциални парка и се извършват круизни плавания покрай живописните брегове на острова. През 1960 г. бившият френски форт в района на град Луисбърг е възставен в първоначалния вид и също привлича ежегодно голямо количество туристи.
Основният вид транспорт на острова е водният, но през последните години с много бързи темпове се развива автомобилния транспорт. През 1955 г. шосейната и жп мрежа на острова е свързана с тази на континентална Канада с построяването на дамба (насип) и мост през протока Кансо при град Порт Хоксбъри. През острова от югозапад на североизток, покрай северния бряг на езерото Бра Д'Ор през 1970 г. е завършена и пусната в експлоатация шосейната магистрала № 105 с дължина 142 км и продължението ѝ до Сидни – № 125. Интензивно се използва и старото трансканадско шосе № 4 от Порт Хоксбъри до Сидни покрай южното крайбрежие на острова. В северната част на острова по цялото крайбрежие е изградено модерно панорамно шосе „Кабот“ с дължина 298 км, по което през летните месеци се движат над 400 хил. туристи, наслаждаващи се на зрелищните гледки откриващи се от него.
Железопътният транспорт, който в близкото минало е силно развит във връзка с въгледобива и дърводобива, през последните години постепенно се използва много по-малко, като много от жп линиите се демонтират.

## Население

### Население и административно деление
През 2011 г. населението на острова наброява 135 974 души, докато през 2001 г. населението е било 147 454 души, т.е. намаляло е с 1,08%. На остров Кейп Бретон има четири от 18-те окръга на цялата провинция Нова Скотия – Кейп Бретон (в североизточната част с център Сидни), Инвърнес (в западната част с център град Инвърнес), Ричмънд (в южната част с център град Порт Хоксбъри) и Виктория (в северната част със зентър град Инглиштаун). Около 75% от цялото население на острова живее в окръг Кейп Бретон.

### Демография
Около 93,9% от населението на острова е от бялата раса, 3,6% са индианци от народността микмак, а останалите 2,5% са представители на негроидната и монголоидната раса. За индианското население на острова са организирани пет резервата: Ескасони, Мембертоу, Уагмагкук, Уайкоба и Потлотек, като Ескасони е най-големият както по площ таки и по население.
Повече от половината от населението на острова (66,1%) са католици, 29,1% са протестанти, а останалите 4,8% изповядват други религии.

### Градове
Най-голям град на острова и административен център на окръг Кейп Бретон е град Сидни 31 597 души (2011 г.). Градът е главно пристанище, най-голям индустриален и търговски център на острова. Близо до града има голям стоманодобивен комбинат. В града има две телевизионни станции, няколко радиостанции и се издава ежедневника „Cape Breton Post“. От пристанището на града има ежедневна фериботна връзка с градовете Порт о Баск и Аргентиа на остров Нюфаундленд.
Втори по големина и основен център на въгледобивната промишленост е град Глейс Бей 19 968 души (2006 г.), разположен на североизточното крайбрежие. Градът е главно риболовно пристанище. През 1950-те години гарадът е най-големият в цялата провинция Нова Скотия с население над 25 хил. жители.
Друг голям и в последно време много бързо развиващ се град е Порт Хоксбъри 3366 души (2011 г.), разположен на важно стратегическо място при моста свързващ острова с останалата част на Канада. След построяването на моста в града се изгражда и дълбоководно пристанище, което позволява навлизането на големи кораби, снабдяващи местните нефтохимически и целулозно хартиени заводи с необходимите суровини.